# Obreja
Obreja is een Roemeense gemeente in het district Caraș-Severin.
Obreja telt 3454 inwoners.